# Lucas Janson
Lucas Ezequiel Janson (Olavarría, Argentina; 16 de agosto de 1994) es un futbolista argentino. Se desempeña como extremo izquierdo y actualmente juega en el Club Atlético Boca Juniors de la Liga Profesional de Fútbol Argentino.

## Trayectoria
Janson nació en Olavarría, en el interior de la provincia de Buenos Aires, el 4 de noviembre de 1994. Se crio con su familia en el barrio Nicolás Avellaneda. Se formó como futbolista en el CEO (Club Embajadores de Olavarría), cuya cancha y sede de entrenamientos se encuentra muy cerca del barrio donde se crio. Antes de cumplir la mayoría de edad fue captado y fichado por el club Club Atlético Tigre, de la zona norte del área metropolitana de Buenos Aires. Ahí jugó en 5.a en la reserva y debutó en primera división. 

### Tigre
Su debut fue el 9 de agosto de 2012 ante Boca Juniors, entrando en el minuto 70, en lo que sería derrota 2-0. Luego el 25 de febrero de 2013 sería su primer partido como titular en la Primera División frente a River Plate, en una derrota por 3 a 2 y siendo sustituido en el minuto 55.
Su debut internacional se dio el 17 de agosto de 2012, frente a Argentinos Juniors por la Copa Sudamericana 2012, entrando en el minuto 70, en la victoria por 4 a 0. A lo largo de este certamen estaría presente en 5 partidos, entrando en el segundo tiempo en 3 de ellos  y quedando en la banca en los restantes 2. 
El 22 de febrero de 2013 debutó en la Copa Libertadores entrando en el minuto 76, en lo que sería derrota del Matador frente al Club Libertad.
Convirtió su primer gol oficial frente a San Martín de San Juan por el Torneo Final 2013.
Luego de sus primeros pasos, fue afianzándose al equipo, hasta que ganaría la titularidad. después de varios rendimientos destacados en el equipo de Victoria, se rompería los ligamentos cruzados de la rodilla derecha, en un partido por el torneo local, frente a Olimpo de Bahía Blanca. Luego de recuperarse de su lesión, no fue muy tenido en cuenta, por lo cual fue cedido a préstamo, al Toronto FC de Canadá, que juega la Major League Soccer de los Estados Unidos.
Luego de un breve paso por la MLS, volvió a Tigre, el cual se encontraba comprometido con el descenso. Tras pelear hasta la última fecha por permanecer en primera, casi logra dejar en primera al club Matador, aunque acabó descendiendo. La revancha llegaría rápidamente, ya que en la Copa de la Superliga 2019, termina consagrándose campeón, dejando a Tigre con su primera estrella profesional, marcándole un gol a Boca Juniors en la final de dicha competencia.

### Toronto FC
Janson tendría un breve paso en el club canadiense, ya que su préstamo era de 6 meses. En el equipo jugó un total de 12 partidos, marcando 5 goles y 2 asistencias.

### Vélez Sarsfield
Después de coronarse con el club de victoria, el Vélez de Gabriel Heinze puso los ojos en el chico de Olavarría. Tuvo su debut el 3 de agosto de 2019.
Marca su primer gol en el Fortín, el 24 de agosto de 2019, frente a Newell's Old Boys, en lo que sería victoria para Vélez por 3 a 1.
El 29 de junio de 2022, por el partido de ida de los octavos de final de la Copa Libertadores, Vélez Sarsfield le ganó 1 a 0 a River Plate, con un gol de Lucas Janson. En la vuelta empataron 0-0, clasificando a cuartos de final Vélez Sarsfield.
El 3 de agosto de 2022, logró la cifra de 10 goles totales y, gracias a su doblete en la victoria por 3 a 2 contra Talleres de Córdoba por la ida de los cuartos de final, se convirtió en el máximo goleador de la historia de Vélez en la Copa Libertadores.

### Boca Juniors
En julio de 2023 firmó contrato con Boca Juniors por cuatro años. Boca compró el 100 % del pase por tres millones de dólares. Janson fue el segundo refuerzo del equipo luego de la incorporación de Lucas Blondel.
Su primer gol en el equipo lo metería el 19 de septiembre de 2023, en un partido contra Central Córdoba, tendría una pobre tacha en el club, llegando a no convertir en un año, el 2024. Uno de sus goles más importantes en el club lo metería ante Argentino de Monte Maiz, en el año 2025, en la Copa Argentina, así, teniendo una pobre racha en el equipo con 3 tantos convertidos en 2 años.

## Estadísticas

### Clubes
| Club                      | Div.          | Temporada     | Liga  | Liga  | Liga   | Copas nacionales | Copas nacionales | Copas nacionales | Torneos internacionales | Torneos internacionales | Torneos internacionales | Total | Total | Total  |
| Club                      | Div.          | Temporada     | Part. | Goles | Asist. | Part.            | Goles            | Asist.           | Part.                   | Goles                   | Asist.                  | Part. | Goles | Asist. |
| ------------------------- | ------------- | ------------- | ----- | ----- | ------ | ---------------- | ---------------- | ---------------- | ----------------------- | ----------------------- | ----------------------- | ----- | ----- | ------ |
| Tigre Argentina           | 1.ª           | 2012-13       | 14    | 1     | 0      | 1                | 0                | 0                | 5                       | 0                       | 0                       | 20    | 1     | 0      |
| Tigre Argentina           | 1.ª           | 2013-14       | 8     | 0     | 0      | —                | —                | —                | —                       | —                       | —                       | 8     | 0     | 0      |
| Tigre Argentina           | 1.ª           | 2014          | 2     | 0     | 0      | 1                | 0                | 0                | —                       | —                       | —                       | 3     | 0     | 0      |
| Tigre Argentina           | 1.ª           | 2015          | 9     | 0     | 2      | —                | —                | —                | —                       | —                       | —                       | 9     | 0     | 2      |
| Tigre Argentina           | 1.ª           | 2016          | 14    | 6     | 4      | 1                | 0                | 0                | —                       | —                       | —                       | 15    | 6     | 4      |
| Tigre Argentina           | 1.ª           | 2016-17       | 10    | 0     | 0      | —                | —                | —                | —                       | —                       | —                       | 10    | 0     | 0      |
| Tigre Argentina           | 1.ª           | 2017-18       | 24    | 3     | 4      | 1                | 0                | 0                | —                       | —                       | —                       | 24    | 3     | 4      |
| Tigre Argentina           | 1.ª           | 2018-19       | 10    | 5     | 3      | 8                | 2                | 1                | —                       | —                       | —                       | 18    | 7     | 3      |
| Tigre Argentina           | Total club    | Total club    | 91    | 15    | 13     | 12               | 2                | 1                | 5                       | 0                       | 0                       | 108   | 17    | 14     |
| Toronto FC · Canadá       | 1.ª           | 2018          | 11    | 4     | 2      | —                | —                | —                | 1                       | 1                       | 0                       | 12    | 5     | 2      |
| Toronto FC · Canadá       | Total club    | Total club    | 11    | 4     | 2      | 0                | 0                | 0                | 1                       | 1                       | 0                       | 12    | 5     | 2      |
| Vélez Sarsfield Argentina | 1.ª           | 2019-20       | 20    | 4     | 2      | 1                | 0                | 0                | 2                       | 0                       | 1                       | 23    | 4     | 3      |
| Vélez Sarsfield Argentina | 1.ª           | 2020          | —     | —     | —      | 9                | 2                | 1                | 6                       | 2                       | 1                       | 15    | 4     | 2      |
| Vélez Sarsfield Argentina | 1.ª           | 2021          | 25    | 3     | 4      | 16               | 4                | 1                | 10                      | 3                       | 3                       | 51    | 10    | 8      |
| Vélez Sarsfield Argentina | 1.ª           | 2022          | 25    | 4     | 2      | 17               | 7                | 1                | 12                      | 7                       | 2                       | 54    | 18    | 5      |
| Vélez Sarsfield Argentina | 1.ª           | 2023          | 20    | 4     | 0      | 1                | 2                | 0                | —                       | —                       | —                       | 21    | 6     | 0      |
| Vélez Sarsfield Argentina | Total club    | Total club    | 90    | 15    | 8      | 44               | 15               | 3                | 30                      | 12                      | 7                       | 164   | 42    | 18     |
| Boca Juniors Argentina    | 1.ª           | 2023          | —     | —     | —      | 14               | 2                | 1                | 5                       | 0                       | 0                       | 19    | 2     | 1      |
| Boca Juniors Argentina    | 1.ª           | 2024          | 10    | 0     | 0      | 8                | 0                | 0                | 4                       | 0                       | 0                       | 22    | 0     | 0      |
| Boca Juniors Argentina    | 1.ª           | 2025          | 3     | 0     | 0      | 1                | 1                | 0                | 1                       | 0                       | 0                       | 5     | 1     | 0      |
| Boca Juniors Argentina    | Total club    | Total club    | 13    | 0     | 0      | 23               | 3                | 1                | 10                      | 0                       | 0                       | 46    | 3     | 1      |
| Total carrera             | Total carrera | Total carrera | 205   | 34    | 22     | 78               | 20               | 5                | 46                      | 13                      | 7                       | 330   | 67    | 35     |
| 1. 2. 3.                  |               |               |       |       |        |                  |                  |                  |                         |                         |                         |       |       |        |

## Palmarés

### Campeonatos nacionales
| Título               | Equipo | País      | Año  |
| -------------------- | ------ | --------- | ---- |
| Copa de la Superliga | Tigre  | Argentina | 2019 |

### Distinciones individuales
| Distinción                                          | Año  |
| --------------------------------------------------- | ---- |
| Incluido en el Equipo Ideal de la Copa Libertadores | 2022 |